# Memory Stick
Memory Stick je v informatice označení pro vyjímatelnou paměťovou kartu typu flash, kterou vyrábí od října 1998 firma Sony. Verze Memory Stick PRO zvyšuje úložnou kapacitu i přenosové rychlosti dat. Verze Memory Stick Duo je zmenšená verze (včetně PRO Duo) a Memory Stick Micro (M2) je ještě menší. Od prosince 2006 je vyráběna vysokorychlostní varianta Memory Stick PRO-HG, která je používána ve videokamerách s vysokým rozlišením (HD).

## Historie
V říjnu 1998 byl představen původní Memory Stick v kapacitách až do 128 MB a sub-verze Memory Stick Select, která dovolila dvě banky o kapacitě 128 MB volitelné posuvný přepínačem (v podstatě dvě karty v jedné). Největší kapacita paměti Memory Stick je v současnosti 32 GB. Podle Sony má Memory Stick PRO maximální teoretickou velikost 2 TB.
Od ledna 2010 se zdá, že Sony začíná kombinovat podporu SD/SDHC a Memory Stick formátů ve svých produktech. Ve všech digitálních fotoaparátech a videokamerách Sony oznámených na „Consumer Electronics Show 2010“ lze použít SD a SDHC karty, stejně jako Memory Stick. Navíc Sony vydává vlastní řady SD karty. Mnoho lidí tvrdí, že tato možnost je konec války mezi formáty Memory Stick a SD. Sony ale neopouští svůj formát, ve skutečnosti bude pokračovat ve vývoji formátu pro dohlednou budoucnost.

## Použití
Obvykle jsou Memory Stick používány jako paměťová média pro přenosné zařízení, ve formě, která může být snadno odstraněna pro přístup pomocí osobního počítače. Například digitální fotoaparáty Sony používají Memory Stick pro ukládání obrázkových souborů. Se čtečkou paměťových karet schopných číst Memory Stick si uživatel může kopírovat snímky pořízené digitálním fotoaparátem Sony do počítače. Sony typicky zahrnuje hardware pro čtení Memory Stick karet do spotřebitelských zařízení, jako jsou digitální fotoaparáty, digitální hudební přehrávače, PDA, mobilní telefony, řada přenosných počítačů VAIO, a PlayStation Portable.
Zvláštní Memory Stick může být vložen do robotického mazlíčka Sony AIBO, s cílem umožnit použití Aiboware-software určeného pro použití na AIBO. Karty obsahují kopírovací ochranný mechanismus používaný roboty, který umožňuje uživatelům psát programy, které jsou označovány jako programovatelné nebo programovací. Jsou k dispozici pouze ve verzích 8 MB a 16 MB.

## Formáty a form-faktory
Memory Stick zahrnují širokou škálu formátů, včetně tří různých form-faktorů.

### Memory Stick
Původní Memory Stick je přibližně veliký a tlustý jako žvýkačka. Ten byl dostupný ve velikostech od 4 do 128 MB. Původní Memory Stick se již nevyrábí.

### Memory Stick Select
V reakci na omezený úložný prostor původního Memory Stick, Sony představilo Memory Stick Select. Memory Stick Select byly dva samostatné oddíly o velikostech 128 MB, mezi kterými by uživatel mohl přepínat pomocí fyzického přepínač na kartě. Toto řešení bylo poměrně nepopulární, ale dalo to uživatelům starších zařízení Memory Stick větší kapacitu. Jeho velikost byla stále stejná jako původní Memory Stick.

### Memory Stick PRO
Memory Stick PRO, představený v roce 2003 jako společná snaha mezi Sony a SanDisk, byl dlouhodobější řešení problému prostoru. Většina zařízení, která používají originální Memory Sticks podporují původní i PRO Memory Stick, protože oba formáty mají identické form-faktory. Některé čtečky, které nebyly kompatibilní, mohly být aktualizovány na Memory Stick PRO pomocí aktualizace firmwaru. Memory Stick PRO mají nepatrně vyšší přenosovou rychlost a maximální teoretickou kapacitu 32 GB, i když kapacity vyšší než 4 GB jsou k dispozici pouze v PRO Duo form-faktoru. Klady rychlých (Hight Speed) Memory Stick jsou k dispozici a novější zařízení podporují tento režim High Speed, což umožňuje rychlejší přenos souborů. Všechny karty Memory Stick PRO větší než 1 GB podporují tento režim High Speed a High Speed Memory Stick Pro jsou zpětně kompatibilní se zařízeními, která nepodporují režim High Speed. Vysoko kapacitní paměťové karty, jako jsou 4 GB jsou dražší ve srovnání s jinými typy flash paměti, jako jsou karty SD a CompactFlash. Maximální dostupná kapacita je 1 GB.

### Memory Stick Duo
Memory Stick Duo byl vyvinut jako reakce na potřebu Sony na menší paměťové karty typu flash pro kapesní velikosti digitálních fotoaparátů, mobilních telefonů a PlayStation Portable. Ta je o něco menší než konkurenční Secure Digital (SD) formát a má zhruba dvě třetiny délky standardní Memory Stick, ale stojí více. Memory Stick Duo jsou k dispozici se stejnými vlastnostmi jako větší standardní karty Memory Stick a to s nebo bez High Speed režimu, a s nebo bez podpory MagicGate. Memory Stick PRO Duo nahradil Memory Stick Duo kvůli jeho 128MB omezení, ale má stále stejný form-factor jako Duo.
Jednoduchý adaptér umožňuje používat Memory Stick Duo v zařízeních určených pro původní Memory Stick form-factor.

### Memory Stick PRO Duo

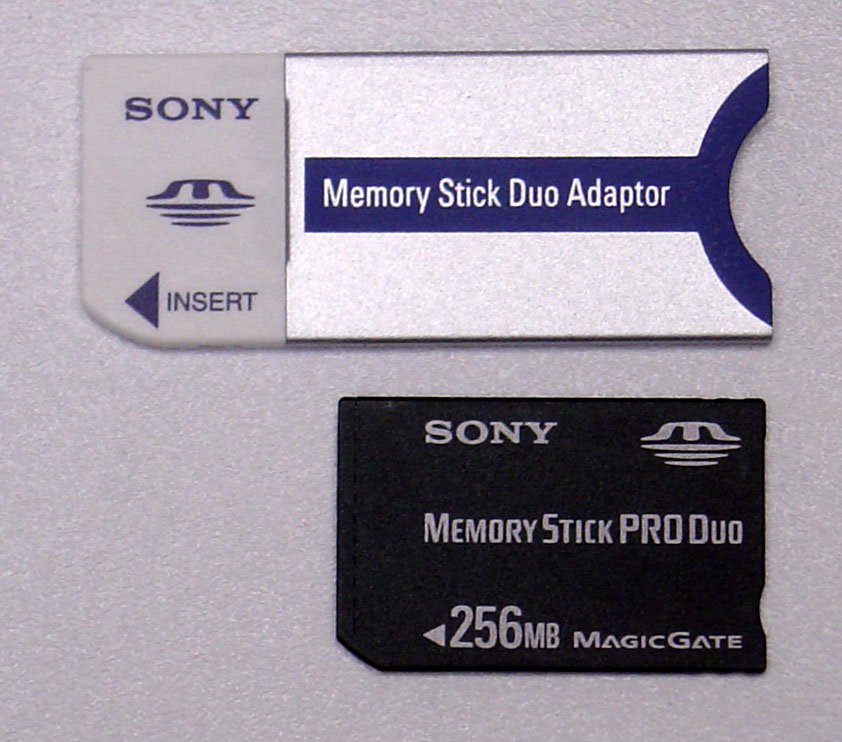
Memory Stick Duo Adapter a Memory Stick PRO Duo

Memory Stick PRO Duo rychle nahradil Memory Stick Duo kvůli omezení 128 MB a pomalé přenosové rychlosti. Paměťová karta je používána většinou u mobilních telefonů, MP3/MP4 přehrávačů a dalších zařízení využívajících paměťové karty. Nejčastější velikosti karty jsou 32MB – 16GB. Mezi nejznámější výrobce patří Sony, Sandisk a Lexmark. Memory Stick PRO Duo jsou k dispozici ve všech variantách jako větší Memory Stick PRO, a to s nebo bez High Speed režimu a s nebo bez podpory MagicGate.
V březnu 2008 Sony zahájilo prodej 16GB verze Memory Stick PRO Duo. Sony vydala 32GB verzi 21. srpna 2009. V roce 2009 Sony a SanDisk také oznámily společný vývoj rozšířeného formátu Memory Stick PRO pokusně nazvaného „Memory Stick PRO Format for Extended High Capacity“, který by rozšířil kapacitu na teoretickou maximální kapacitu 2 TB. Společnost Sony dokončila formát a vydala jeho specifikace pod novým názvem Memory Stick XC.

### Memory Stick PRO-HG Duo
11. prosince 2006, Sony spolu se SanDisk oznámili Memory Stick PRO-HG Duo. Zatímco pouze sériové a 4bitové paralelní rozhraní jsou podporovány ve formátu Memory Stick PRO, 8bitové paralelní rozhraní bylo přidáno do Memory Stick PRO-HG formátu. Také maximální frekvence rozhraní byla zvýšena z 40 MHz na 60 MHz. Díky těmto vylepšením je dosažena teoretická přenosová rychlost 480 Mbit/s (60 MB/s), což je třikrát více než u Memory Stick PRO.

### Memory Stick Micro (M2)
S pomocí společnosti SanDisk Sony vydala 6. února 2006 nový formát Memory Stick. Memory Stick Micro (M2) o velikosti 15×12,5×1,2 mm (zhruba čtvrt velikosti Duo) s kapacitami 64 MB, 128 MB, 256 MB, 512 MB, 1 GB, 2 GB, 4 GB, 8 GB, a 16 GB. Formát má teoretický limit 32 GB a maximální přenosovou rychlost 160 Mbit/s. Nicméně tak jako byl PRO Duo formát rozšířen přes sérii XC na Memory Stick Micro XC, byl rozšířen i formát Micro na Memory Stick Micro XC-HG a to s teoretickou maximální kapacitou 2 TB.
M2 se dodává s adaptérem stejně jako Duo Stick, aby byla zajištěna kompatibilita s přístroji pro Memory Stick PRO. Nicméně ne všechna zařízení s PRO slotem jsou v souladu s kombinací M2/Adapter, např. firmware starších přístrojů nepodporuje vyšší kapacitu některých M2 karet. Jedním z příkladů je Sony Clie PDA, které nepodporuje karty větší než 2 GB.
Společnost Sony 1. června 2009 oznámila, že s přechodem na karty microSD nebudou nové telefony Sony Ericsson karty M2 nadále podporovat.

### Memory Stick XC
Dne 7. ledna 2009 SanDisk a Sony oznámily formát Memory Stick XC (do té doby pracovně nazývaný „Memory Stick Format Series for Extended High Capacity“). Memory Stick XC má maximální kapacitu 2 TB, tj. 64× větší než Memory Stick PRO, která je omezena na 32 GB. XC série má stejný tvar jako PRO série a podporuje technologii ochrany obsahu MagicGate a funkci řízení přístupu jako série PRO. XC série využívá souborový systém exFAT, zatímco PRO série používá FAT (12/16/32). Maximální přenosové rychlosti 480 Mb/s (60 MB/s) je dosaženo díky 8bitovému paralelnímu přenosu dat.